# Lagnus longimanus
Espèce
Lagnus longimanus est une espèce d'araignées aranéomorphes de la famille des Salticidae.

## Distribution
Cette espèce est endémique des Fidji. Elle se rencontre sur Ovalau.

## Description
Le mâle décrit par Wanless en 1988 mesure 5,52 mm.

## Publication originale
- L. Koch, 1879 : Die Arachniden Australiens. Nürnberg, vol. 1, p. 1045-1156 (texte intégral).